# Argia difficilis
Argia difficilis – gatunek ważki z rodziny łątkowatych (Coenagrionidae). Występuje na terenie Ameryki Środkowej.